# 阿尔伯塔德比
阿爾伯塔德比（Battle of Alberta）是指國家冰球聯盟西大區太平洋分區的球隊愛民頓油人與卡爾加里火焰的比賽，為國家冰上曲棍球聯盟最受注目的賽事組合之一。其名稱來自於兩隊的城市愛民頓與卡爾加里所屬的省份阿爾伯塔省。
而廣義的「阿爾伯塔德比」，則不限於冰上曲棍球的賽事，而是泛指阿爾伯塔省中最大的兩個城市愛民頓與卡爾加里之間的競爭，不僅僅包括體育方面，還有政治與主辦活動的競爭等等。